# Jemec
Jemec je priimek v Sloveniji, ki ga je po podatkih Statističnega urada Republike Slovenije na dan 1. januarja 2019 uporabljalo 359 oseb in je po pogostnosti na 1.010. mestu.

## Znani nosilci priimka
- Anamarija Jemec, klavirska pedagoginja, cerkvena glasbenica
- Andrej Jemec (*1934), slikar, grafik, profesor in akademik
- Andrej Jemec, žirovski župnik
- Barbara Plestenjak Jemec (*1943), etnologinja, umetnostna zgodovinarka
- Domen Jemec (*1986), hokejist
- Gašper Jemec (*1975), slikar in kipar
- Janez Jemec (*1950), lutkar in režiser
- Jernej Jemec (*1977), slikar in grafik
- Marjan Jemec (*1933), telovadec in športni delavec
- Marjanca Jemec Božič (*1928), ilustratorka
- Marko Jemec (*1963), smučar prostega sloga
- Mateja Jemec Auflič, geologinja (plazovi)
- Mateja Jemec Tomazin (*1978), jezikoslovka, terminologinja
- Matija Jemec (*1974), oblikovalec vizualnih komunikacij
- Matjaž Jemec, plavalni trener in športni delavec
- Nejc Jemec (*1985), hokejist, radijski novinar in voditelj
- Rok Jemec, pravnik, zavarovalničar
- Tone Jemec (*1955), likovnik